# Neohyssura irpex
Neohyssura irpex är en kräftdjursart som först beskrevs av Menzies och Dirk Frankenberg 1966.  Neohyssura irpex ingår i släktet Neohyssura och familjen Hyssuridae.
Artens utbredningsområde är Mexikanska golfen. Inga underarter finns listade i Catalogue of Life.